# 曾瓚
曾瓚（1423年—？），字廷器，湖廣寶慶府邵陽縣人，軍籍。明朝政治人物。進士出身。

## 生平
湖廣鄉試第二十七名。正統十三年（1448年）戊辰科會試一百三十八名，殿試登進士第三甲第七名。

## 家族
曾祖曾宜仲。祖父曾寶。父亲曾銘。